# Bakhtikhoja Salakhidenuli Izmukhambetov
Bakhtikhoja Salakhidenuli Izmukhambetov (kazakh: Бақтықожа Салахиденұлы Ізмұхамбетов, Baqtıqoja Salaxïdenulı Izmuxambetov) (Khoixalakh, RSS del Kazakhstan, Unió Soviètica, 1 de setembre de 1948) és un polític kazakh que va ser president del Majilis de març a juny de 2016, äkim de la regió d'Atirau de 2012 a 2016, äkim de la regió del Kazakhstan Occidental de 2007 a 2012 i ministre d'Energia i Recursos Minerals de 2006 a 2007.

## Carrera professional
De 1966 a 1971, Izmukhambetov va estudiar en la Universitat Estatal de Tecnologia del Petroli d'Ufà. Després de llicenciar-se, va començar com a perforador en l'associació Embaneft i més tard va ocupar diversos llocs en l'Institut d'R+D d'Exploració del Kazakhstan. De 1983 a 1987, Izmukhambetov va estar en missió al Iemen.
Entre 1991 i 1993, Izmukhambetov va ocupar diferents llocs en el Ministeri de Geologia i Protecció del Subsol. Després, va ser director general de les companyies petrolieres Khazakhturikmunai (kazakh: Қазақтүрікмұнай) i "Kazmunaytengiz", i director general de la companyia petroliera nacional KhazMunaiGaz (kazakh: ҚазМұнайГаз). Posteriorment, va ser viceministre primer d'Energia i Recursos Minerals, i des del 19 de gener de 2006 fins al 28 d'agost de 2007, ministre d'Energia i Recursos Minerals.
Des del 28 d'agost de 2007 fins a gener de 2012 va ser äkim de la regió del Kazakhstan Occidental i des de 2006 fins a 2007 ministre d'Energia i Recursos Minerals del Kazakhstan.
Durant les eleccions legislatives de 2012, Izmukhambetov va ser triat membre del Majilis, i posteriorment va ser nomenat vicepresident. De 2012 a 2016 va ser äkim de la regió d'Atirau, va succeir a Bergey Ryskaliyev en aquest càrrec. Ell mateix va ser succeït per Nurlan Nogaiev el 26 de març de 2016. El 25 de març de 2016, Izmukhambetov va prestar jurament com a president del Majilis i va succeir a Khabibolla Jakhipov. El 21 de juny de 2016, Izmukhambetov va dimitir com a president del Majilis per a convertir-se en president de l'Associació Pública Republicana d'Organització de Veterans del Consell Central. Li va succeir en la presidència Nurlan Nigmatulin.